# Xã Salem, Quận Daviess, Missouri
Xã Salem (tiếng Anh: Salem Township) là một xã thuộc quận Daviess, tiểu bang Missouri, Hoa Kỳ. Năm 2010, dân số của xã này là 501 người.